# Tethina shalom
Tethina shalom är en tvåvingeart som beskrevs av Amnon Freidberg och Beschovski 1996. Tethina shalom ingår i släktet Tethina och familjen Canacidae.
Artens utbredningsområde är Israel. Inga underarter finns listade i Catalogue of Life.